# Festuca carpathica
Festuca carpathica är en gräsart som beskrevs av Friedrich Gottlieb Dietrich. Festuca carpathica ingår i släktet svinglar, och familjen gräs. Inga underarter finns listade i Catalogue of Life.